# Thigmotropisme
En physiologie végétale, le thigmotropisme (ou haptotropisme) est un type de tropisme qui répond à une stimulation tactile. Le terme est issu du grec θιγμοτροπισμός (thigmotropismós), θιγμός (thigmós « toucher doux ») et τροπισμός (tropismós « mouvement d’orientation », du grec ancien τρόπος (trópos « virage »)).
La plante, en réaction à cette stimulation, va avoir une réaction dépendant de la direction du stimulus selon le principe suivant : la face qui est soumise à la stimulation grandit moins vite que celle qui ne touche pas, induisant ainsi une modification de la direction de croissance de l'organe concerné, et pouvant même conduire à la création de vrilles.
Chez le concombre (Cucumis sativus) ou la bryone (Bryonia dioica), on trouve des vrilles servant à la fixation de la plante.